# Platte, South Dakota
Platte är en ort i Charles Mix County i delstaten South Dakota, USA.